# 恋するKI・MO・CHI
『恋するKI・MO・CHI』（こいするきもち）は、音無響子（島本須美）のオリジナル・アルバム。1987年9月25日にKitty Recordsからリリースされた。

## 背景・構成
キャッチコピーは『♥はじめてのアルバムなんです。ぜんぶわたしが歌ってます。聞いて下さいね……うふっ。』。
フジテレビ系で放送されたテレビアニメ『めぞん一刻』のヒロインである音無響子による唯一のオリジナル・アルバムで、先行シングルである「予感」と「メロディー」をはじめ、オープニングテーマである「悲しみよこんにちは」と「サニーシャイニーモーニング」のカバーに、楽曲の間に『SC』という、一刻館の住人による寸劇が収録されている。

## リリース
1987年9月25日にKitty Recordsから、LPレコードとCT、CDの3形態でリリースされた。

## 収録曲

### LPレコード, CT
| #         | タイトル               | 作詞       | 作曲       | 編曲             | BGM                | 時間  |
| --------- | ---------------------- | ---------- | ---------- | ---------------- | ------------------ | ----- |
| 1.        | 「悲しみよこんにちは」 | 森雪之丞   | 玉置浩二   | 松井忠重         |                    | 3:45  |
| 2.        | 「SC-1」               |            | ピカソ     | ピカソ・鳥山雄司 | 「シ・ネ・マ」     | 1:05  |
| 3.        | 「メロディー」         | 佐藤ありす | 松田良     | 松井忠重         |                    | 3:50  |
| 4.        | 「SC-2」               |            | 来生たかお | 星勝             | 「あした晴れるか」 | 1:37  |
| 5.        | 「予感」               | 佐藤ありす | 小坂明子   | 小林慎吾         |                    | 3:51  |
| 6.        | 「SC-3」               |            | ピカソ     | ピカソ           | 「ファンタジー」   | 0:49  |
| 7.        | 「フォロー・ユー」     | 佐藤ありす | 佐藤健     | 松井忠重         |                    | 3:56  |
| 合計時間: | 合計時間:              | 合計時間:  | 合計時間:  | 合計時間:        | 合計時間:          | 18:53 |

| #         | タイトル                         | 作詞       | 作曲      | 編曲      | BGM                                | 時間  |
| --------- | -------------------------------- | ---------- | --------- | --------- | ---------------------------------- | ----- |
| 1.        | 「SC-4」                         |            | 玉置浩二  | 杉山卓夫  | 「悲しみよこんにちは (インスト2)」 | 1:05  |
| 2.        | 「夢の入口へ…」                  | 佐藤ありす | 杉山卓夫  | 小林慎吾  |                                    | 4:05  |
| 3.        | 「SC-5」                         |            | 玉置浩二  | 安全地帯  | 「好きさ」                         | 1:11  |
| 4.        | 「ときめき」                     | 和泉ゆかり | 岡本朗    | 松井忠重  |                                    | 4:01  |
| 5.        | 「SC-6」                         |            | ピカソ    | ピカソ    | 「サヨナラの素描」                 | 0:56  |
| 6.        | 「サニー シャイニー モーニング」 | 湯川れい子 | 松尾清憲  | 松井忠重  |                                    | 3:51  |
| 7.        | 「SC-7」                         |            | 杉山卓夫  | 杉山卓夫  | 「夏の雲 その2」                   | 0:42  |
| 8.        | 「エンドレス」                   | 佐藤ありす | 松井忠重  | 松井忠重  |                                    | 4:47  |
| 合計時間: | 合計時間:                        | 合計時間:  | 合計時間: | 合計時間: | 合計時間:                          | 20:38 |

### CD
| #         | タイトル                         | 作詞       | 作曲       | 編曲             | BGM                                | 時間  |
| --------- | -------------------------------- | ---------- | ---------- | ---------------- | ---------------------------------- | ----- |
| 1.        | 「悲しみよこんにちは」           | 森雪之丞   | 玉置浩二   | 松井忠重         |                                    | 3:45  |
| 2.        | 「SC-1」                         |            | ピカソ     | ピカソ・鳥山雄司 | 「シ・ネ・マ」                     | 1:05  |
| 3.        | 「メロディー」                   | 佐藤ありす | 松田良     | 松井忠重         |                                    | 3:50  |
| 4.        | 「SC-2」                         |            | 来生たかお | 星勝             | 「あした晴れるか」                 | 1:37  |
| 5.        | 「予感」                         | 佐藤ありす | 小坂明子   | 小林慎吾         |                                    | 3:51  |
| 6.        | 「SC-3」                         |            | ピカソ     | ピカソ           | 「ファンタジー」                   | 0:49  |
| 7.        | 「フォロー・ユー」               | 佐藤ありす | 佐藤健     | 松井忠重         |                                    | 3:56  |
| 8.        | 「SC-4」                         |            | 玉置浩二   | 杉山卓夫         | 「悲しみよこんにちは (インスト2)」 | 1:05  |
| 9.        | 「夢の入口へ…」                  | 佐藤ありす | 杉山卓夫   | 小林慎吾         |                                    | 4:05  |
| 10.       | 「SC-5」                         |            | 玉置浩二   | 安全地帯         | 「好きさ」                         | 1:11  |
| 11.       | 「ときめき」                     | 和泉ゆかり | 岡本朗     | 松井忠重         |                                    | 4:01  |
| 12.       | 「SC-6」                         |            | ピカソ     | ピカソ           | 「サヨナラの素描素描」             | 0:56  |
| 13.       | 「サニー シャイニー モーニング」 | 湯川れい子 | 松尾清憲   | 松井忠重         |                                    | 3:51  |
| 14.       | 「SC-7」                         |            | 杉山卓夫   | 杉山卓夫         | 「夏の雲 その2」                   | 0:42  |
| 15.       | 「エンドレス」                   | 佐藤ありす | 松井忠重   | 松井忠重         |                                    | 4:47  |
| 合計時間: | 合計時間:                        | 合計時間:  | 合計時間:  | 合計時間:        | 合計時間:                          | 39:31 |

## クレジット
| - EXECUTIVE PRODUCER : HIDENORI TAGA - PRODUCER : YOKO MATSUSITA - DIRECTOR : KAZUYASU HONMA - SCRIPTER : HIDEO TAKASHIKI - ALL SONGS SUNG by SUMI SHIMAMOTO - RECORDING & MIXING ENGINEER : SUSUMU YAMAZAKI - SECOND ENGINEER : TEIJI WAKITA - RECORDED & REMIXED AT KRS Recording Studio - SPECIAL THANKS TO: KAZUNARI FUTAMATA, SHIGERU CHIBA, YUKO MITA, KAZUYO AOKI | STAFF - 製作 : 多賀英典 - 原作 : 高橋留美子(小学館／ビッグコミックスピリッツ刊) - 企画 : 岡正(フジテレビ)／落合茂一(キティ・フィルム) - チーフディレクター : 安濃高志／吉永尚之 - シリーズ構成 : 伊藤和典／高屋敷英夫 - 音楽 : 杉山卓夫／川井憲次 - キャラクターデザイン : 高田明美 - 美術監督 : 朝倉千登勢 - 撮影監督 : 小沢次雄 - 録音監督 : 斯波重治 - プロデューサー : 松下洋子(キティ・フィルム), 久保真(スタジオディーン), 加藤裕子(フジテレビ) - 制作 : フジテレビ／キティ・フィルム |